# ماساتسوگو کاواچی
ماساتسوگو کاواچی (انگلیسی: Masatsugu Kawachi؛ زادهٔ ۲۵ نوامبر ۱۹۸۵) بوکسور اهل ژاپن است.